# مونیخکیرشن
مونیخکیرشن (به آلمانی: Mönichkirchen) یک منطقهٔ مسکونی در اتریش است که در ناحیه نوین‌کیرشن واقع شده‌است. مونیخکیرشن ۶۲۳ نفر جمعیت دارد.